# Erbishofen (Pfaffenhofen an der Roth)

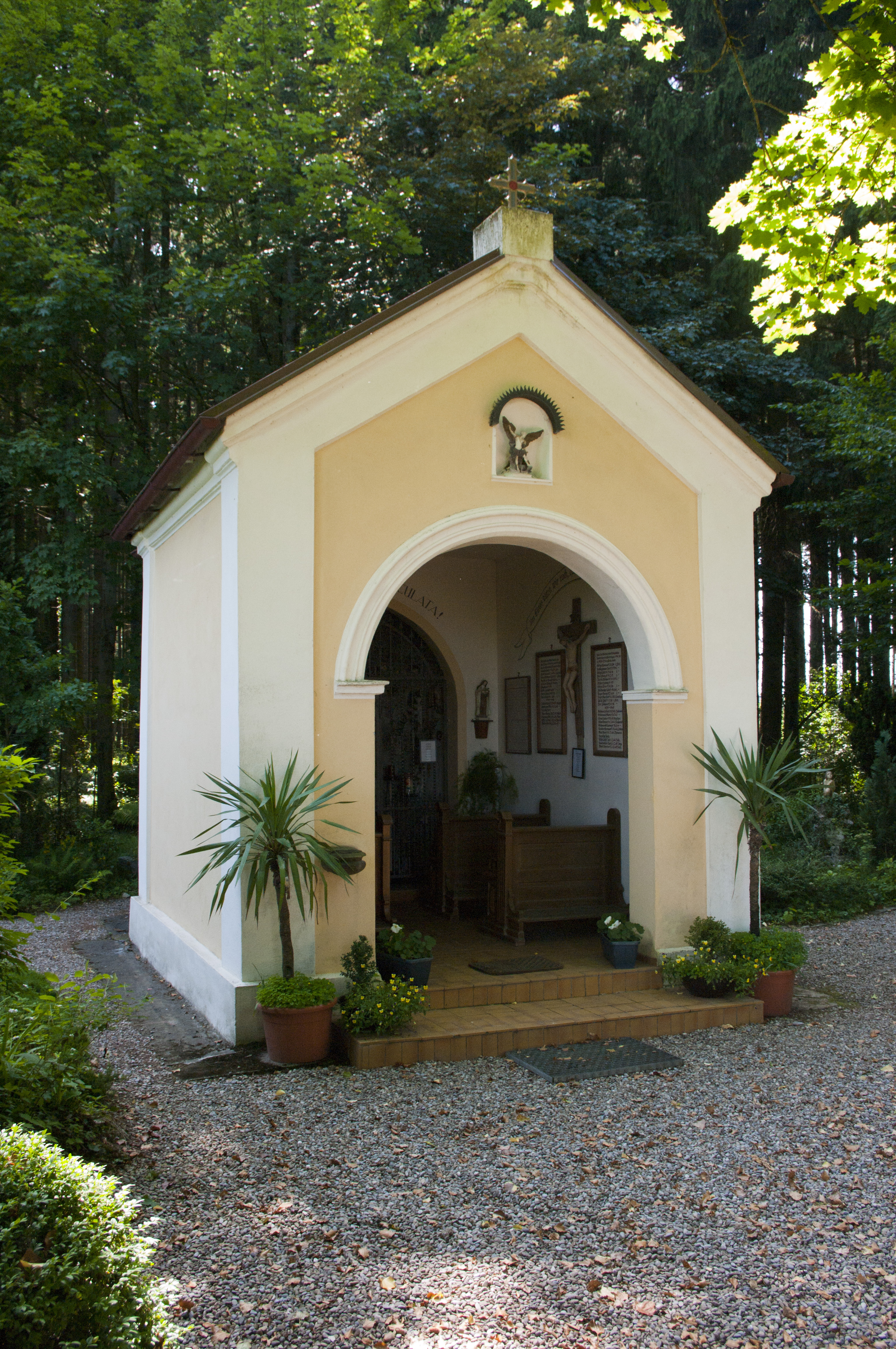
Lourdeskapelle Erbishofen

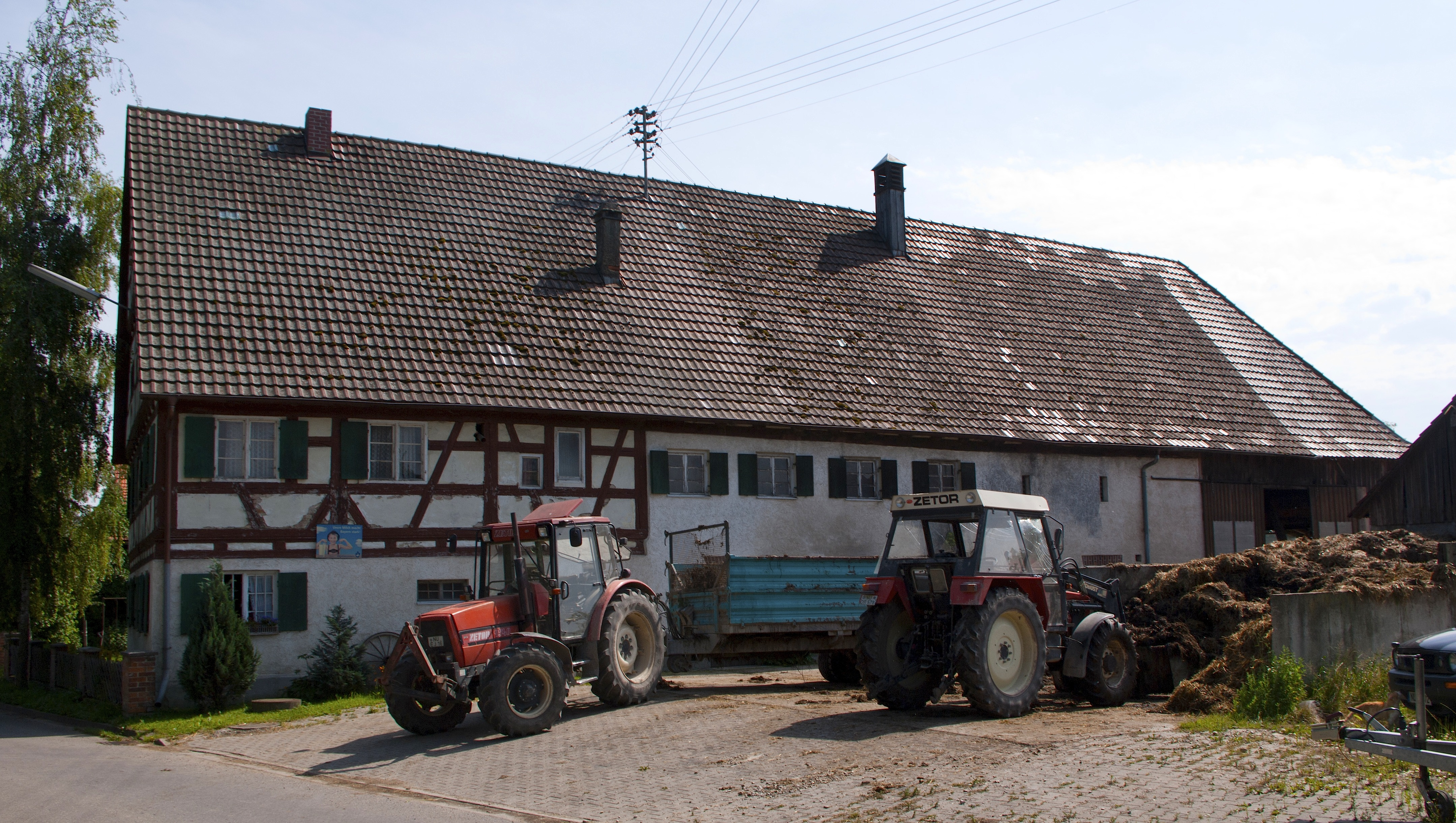
Denkmalgeschütztes Bauernhaus

Erbishofen ist ein Gemeindeteil des Marktes Pfaffenhofen an der Roth und eine Gemarkung im Landkreis Neu-Ulm im Westen des bayerischen Regierungsbezirks Schwaben.

## Lage
Das Dorf liegt orographisch links im Talgrund des Donauzuflusses Roth. Es erstreckt sich als Straßendorf von der Mündung des Werkkanals der Kuttenthalmühle im Süden bis zum Ortsanfang von Volkertshofen, dessen Bebauung unmittelbar im Norden von Erbishofen anschließt.
Auf der Gemarkung liegen die Orte Erbishofen und Diepertshofen.

## Geschichte
Eine Nennung des Orts von 1340 verwendet „Elbrishoven“ als Schreibweise. Am 1. Oktober 1969 wurde die Gemeinde Erbishofen, 530 Hektar groß und bestehend aus den Gemeindeteilen Erbishofen und Diepertshofen, in den Markt Pfaffenhofen eingegliedert. 1988 wurde Erbishofen beim Wettbewerb „Unser Dorf soll schöner werden“ Kreissieger.

## Baudenkmäler
Siehe: Liste der Baudenkmäler in Erbishofen